# Hans Hoppeler (Mediziner, 1879)
Hans Hoppeler (* 2. März 1879 in Zürich; † 22. September 1945 ebenda), heimatberechtigt in Brugg, war ein Schweizer Mediziner und Politiker.

## Leben

### Familie
Hans Hoppeler war der Sohn des Predigers Heinrich Hoppeler und dessen Ehefrau Anna Maria Lina (geb. Hotz) aus Thalwil.
Er war seit 1917 mit Klara (geb. Steiger) (1895–1978) aus Zürich verheiratet; gemeinsam hatten sie mehrere Kinder.

### Werdegang
Hans Hoppeler wuchs in Hirslanden auf und besuchte das Freie Gymnasium in Zürich. Nach Beendigung der Schule immatrikulierte er sich im Wintersemester 1897 zu einem Medizinstudium an der Universität Zürich und erhielt am 2. Dezember 1902 sein Arztdiplom. Er promovierte 1903 mit seiner Dissertation Über einen Fall von Adenoma hepatis 1903 bei Paul Ernst-Stienen (1859–1937) zum Dr. med.
Nach Beendigung des Studiums war er als Assistenzarzt in Berlin und am homöopathischen Franklin-Hospital in New York tätig, bevor er sich 1904 als homöopathischer Arzt in der Cäcilienstr. 10 in Zürich niederliess.
Er bot seit 1908 einen neuartigen Kurs zur Kinderpflege für zukünftige Mütter an, später erweiterte er das Angebot, Kinder mit Sprachstörungen und Angstzuständen zu behandeln.
1917 wurde er ärztlicher Leiter des von ihm gegründeten Kinderheims Zürichberg, in dem er auch Kinderpflegerinnen ausbildete.
In der Zeit von 1925 bis 1938 betreute er als Redaktor die Evangelische Volkszeitung und einige Zeit auch die Monatsschrift Elternhilfe. Er verfasste ausserdem verschiedene populärmedizinische, pädagogische sowie religiöse Schriften und hielte zu medizinischen Themen Vorträge.

### Politisches Wirken
Hans Hoppeler trat als Politiker für seine christlich-biblische Gesinnung ein, erweckte jedoch mit seinem Eintreten für die Todesstrafe den Widerspruch der Pfarrer der Stadt Zürich.
Er war vom 1. Dezember 1919 bis zu seinem Rücktritt am 3. Dezember 1939 der erste und alleinige Vertreter der Evangelischen Volkspartei im Nationalrat, obwohl er zu Beginn kein Mitglied dieser Partei war. Später war er Mitglied des Zentralvorstands der Evangelischen Volkspartei.
Von 1932 bis 1939 war er auch Zürcher Kantonsrat.
1934 unterstützte er den Aufruf des Aktionskomitees Entpolitisierung der Schweizerischen Bundesbahnen.

## Schriften (Auswahl)
- Über einen Fall von Adenoma hepatis. Zürich 1903.
- De Schaggi mueß a d'Grenze – ein Einakter. Zürich 1914.[16]
- Bibelwunder und Wissenschaft. Zürich 1914.
- Woher die Kindlein kommen. In: Chronik der Stadt Zürich vom 3. Juni 1916. S. II–VI (Digitalisat) und Schluß in Chronik der Stadt Zürich vom 10. Juni 1916. S. II–X (Digitalisat).
- E Neutralitäts-Verletzig – eine Aufführung für die Jugend aus dem Kriegsjahr 1915. Zürich 1916.
- Samariter-Verse. In: Chronik der Stadt Zürich vom 7. Oktober 1916. S. II–VI (Digitalisat) und Fortsetzung in Chronik der Stadt Zürich vom 14. Oktober 1916. S. II–VI (Digitalisat) und Fortsetzung in Chronik der Stadt Zürich vom 21. Oktober 1916. S. II–VI (Digitalisat) und Schluß in Chronik der Stadt Zürich vom 28. Oktober 1916. S. II–VI (Digitalisat).
- Wie Hannchen Mutter ward. Zürich 1918.
- Vater und Kind – Gedanken über Kindererziehung und Familienglück. Meiringen 1919.
- Grundzüge der Kinderpflege und Kindererziehung. Meiringen 1920.
- Briefe an ein junges Mädchen – ein ärztliches Wort der Aufklärung und Mahnung für unsere weibliche Jugend. Meiringen 1921.
- Dr. Hoppeler's Hausarzt. Ein Heilbuch und ein Lehrgang zur Erkennung und Behandlung von Krankheiten und für die Pflege der Gesundheit. Meiringen, 1923.
- Gegen die Grippe. Schweizer Zentralstelle für die Gesundheitpflege, Zürich 1927.
- Die Brügglikinder. Meiringen 1932.
- Weihnachtsverse für Kinder. Zollikon 1936.
- Von den unsichtbaren Dingen. Zollikon 1936.
- Zum Aufsagen. Allerlei Kinder-Verse in Mundart, für Verlobung, Hochzeit, Geburtstag und andere Anlässe. Zollikon 1938.
- Die Schweizerfrau als Mutter und Erzieherin. Zürich 1939.
- Vom Sterben und ewigen Leben. Zollikon 1941.
- Vom Jüngling zum Mann: Ein Lebensberater für Söhne und Männer auf dem Gebiete der Selbsterziehung und der geschlechtlichen Entwicklung sowie der Beziehungen zum weiblichen Geschlechte vor und in der Ehe. Zürich 1943.
- Höhenweg der Frau – ein Lebensberater für Töchter, Frauen und Mütter. Zürich 1945.[17]